# Spyrídon Yianniótis
Spyrídon « Spýros » Yianniótis (en grec moderne : Σπυρίδων «Σπύρος» Γιαννιώτης, né le 19 février 1980 à Liverpool) est un nageur grec spécialiste des épreuves de nage libre en bassin et des courses en eau libre. Après plusieurs années consacrées aux courses en bassin, marquées notamment par deux finales olympiques en 2004 à Athènes sur 400 et 1 500 m nage libre, il s'oriente vers l'eau libre, discipline dans laquelle il s'illustre à partir de 2007 en remportant une première médaille internationale.

## Biographie
Après de premières apparitions en championnat international en 1999, Spyrídon Yanniótis participe en 2000 aux Jeux olympiques organisés à Sydney ; sans succès toutefois puisqu'il ne va pas au-delà des séries éliminatoires sur 400, 1 500 m et 4 × 200 m nage libre. L'année suivante, il rate la finale mondiale du 1 500 m pour une place à Fukuoka lors des Championnats du monde en grand bassin, mais pas celle du 400 m qu'il termine au septième rang. L'année 2002 le voit conquérir à Berlin sa première distinction internationale en terminant troisième avec ses coéquipiers grecs de la finale du relais 4 × 200 m nage libre. En 2004, lors des Championnats d'Europe disputés à Madrid, il finit au pied du podium du 1 500 m à seulement 45 centièmes de seconde du Roumain Dragos Coman. Viennent alors les Jeux olympiques organisés à Athènes dans son pays. Il y réalise ses meilleures performances au cœur d'une concurrence planétaire en terminant cinquième du 1 500 m à cependant près de 20 secondes du podium occupé par l'Australien Grant Hackett, l'Américain Larsen Jensen et le Britannique David Davies. Sur 400 m, dans une finale très relevée, il termine septième à plus de cinq secondes du vainqueur, l'Australien Ian Thorpe. L'année suivant les J.O., Yanniótis ne confirme ses performances athéniennes et n'atteint aucune finale lors des Championnats du monde 2005. Il remporte toutefois trois médailles lors des Jeux méditerranéens 2005 à Almería. Dès l'année suivante, il se fait plus rare dans les bassins de natation entamant de fait une reconversion dans une autre discipline, la nage en eau libre.
Dès 2007, à l'occasion des Championnats du monde se tenant à Melbourne, il enlève une première médaille planétaire en terminant troisième du 5 km derrière l'Allemand Thomas Lurz et le Russe Evgeny Drattsev. En 2008, alors que les Jeux olympiques de Pékin constituent le principal événement de l'année, la nage en eau libre fait son apparition parmi les disciplines olympiques avec la programmation du 10 km. Spyrídon Yanniótis valide sa qualification en mai à l'occasion des Championnats du monde organisés à Séville en terminant neuvième du 10 km. Comme en 2000 et 2004, le Grec participe également aux courses en bassin mais est éliminé dès les séries des 400 et 1 500 m nage libre. Sur l'épreuve en eau libre, le Grec est plus à son avantage. À la lutte pour une médaille jusqu'au dernier kilomètre notamment avec le Britannique David Davies et l'Allemand Thomas Lurz, s'échappant même un moment en tête, il s'effondre dans l'emballage final et termine finalement seizième d'une épreuve remportée par le Néerlandais Maarten van der Weijden,. Il clôt sa saison par un premier titre international en remportant le 5 km des Championnats d'Europe se tenant à Dubrovnik un mois plus tard, une épreuve disputée pour la première fois sous la forme d'un contre-la-montre.
Vice-champion du monde du 5 km en 2009, le Grec obtient deux nouvelles médailles continentales à l'été 2010 en remportant le titre par équipe sur 5 km et le bronze sur la même distance en individuel.

## Palmarès

### Courses en bassin
| Épreuve / Édition    | Sydney 2000                         | Athènes 2004     | Pékin 2008                    |
| -------------------- | ----------------------------------- | ---------------- | ----------------------------- |
| 400 m nage libre     | 20e temps des séries 3 min 54 s 96  | 7e 3 min 48 s 77 | 24e 3 min 49 s 34             |
| 1 500 m nage libre   | 21e temps des séries 15 min 29 s 69 | 5e 15 min 3 s 69 | 12e des séries 14 min 53 s 32 |
| 4 × 200 m nage libre | 15e temps des séries 7 min 35 s 77  | —                | —                             |

### Nage en eau libre
| Année | Compétition           | Ville                  | Épreuve         | Rang |
| ----- | --------------------- | ---------------------- | --------------- | ---- |
| 2007  | Championnats du monde | Melbourne, Australie   | 5 km            | 3e   |
| 2007  | Championnats du monde | Melbourne, Australie   | 10 km           | 31e  |
| 2008  | Championnats du monde | Séville, Espagne       | 10 km           | 9e   |
| 2008  | Jeux olympiques       | Pékin, Chine           | 10 km           | 26e  |
| 2008  | Championnats d'Europe | Dubrovnik, Croatie     | 5 km            | 1er  |
| 2008  | Championnats d'Europe | Dubrovnik, Croatie     | 10 km           | 6e   |
| 2008  | Championnats d'Europe | Dubrovnik, Croatie     | 5 km par équipe | 4e   |
| 2009  | Championnats du monde | Rome, Italie           | 5 km            | 2e   |
| 2009  | Championnats du monde | Rome, Italie           | 10 km           | 6e   |
| 2010  | Championnats du monde | Roberval, Canada       | 5 km            | 5e   |
| 2010  | Championnats d'Europe | Budapest, Hongrie      | 5 km            | 3e   |
| 2010  | Championnats d'Europe | Budapest, Hongrie      | 10 km           | 7e   |
| 2010  | Championnats d'Europe | Budapest, Hongrie      | 5 km par équipe | 1er  |
| 2011  | Championnats du monde | Shanghai, Chine        | 5 km            | 2e   |
| 2011  | Championnats du monde | Shanghai, Chine        | 10 km           | 1er  |
| 2011  | Championnats du monde | Shanghai, Chine        | 5 km par équipe | 6e   |
| 2013  | Championnats du monde | Barcelone, Espagne     | 5 km            | 3e   |
| 2013  | Championnats du monde | Barcelone, Espagne     | 10 km           | 2e   |
| 2016  | Jeux olympiques       | Rio de Janeiro, Brésil | 10 km           | 2e   |